# حنقلان أزغب الفروع
حنقلان أزغب الفروع (الاسم العلمي:Euryops lasiocladus) هو نوع من النباتات يتبع جنس الحنقلان من الفصيلة النجمية.